# Myrina (Azja Mniejsza)

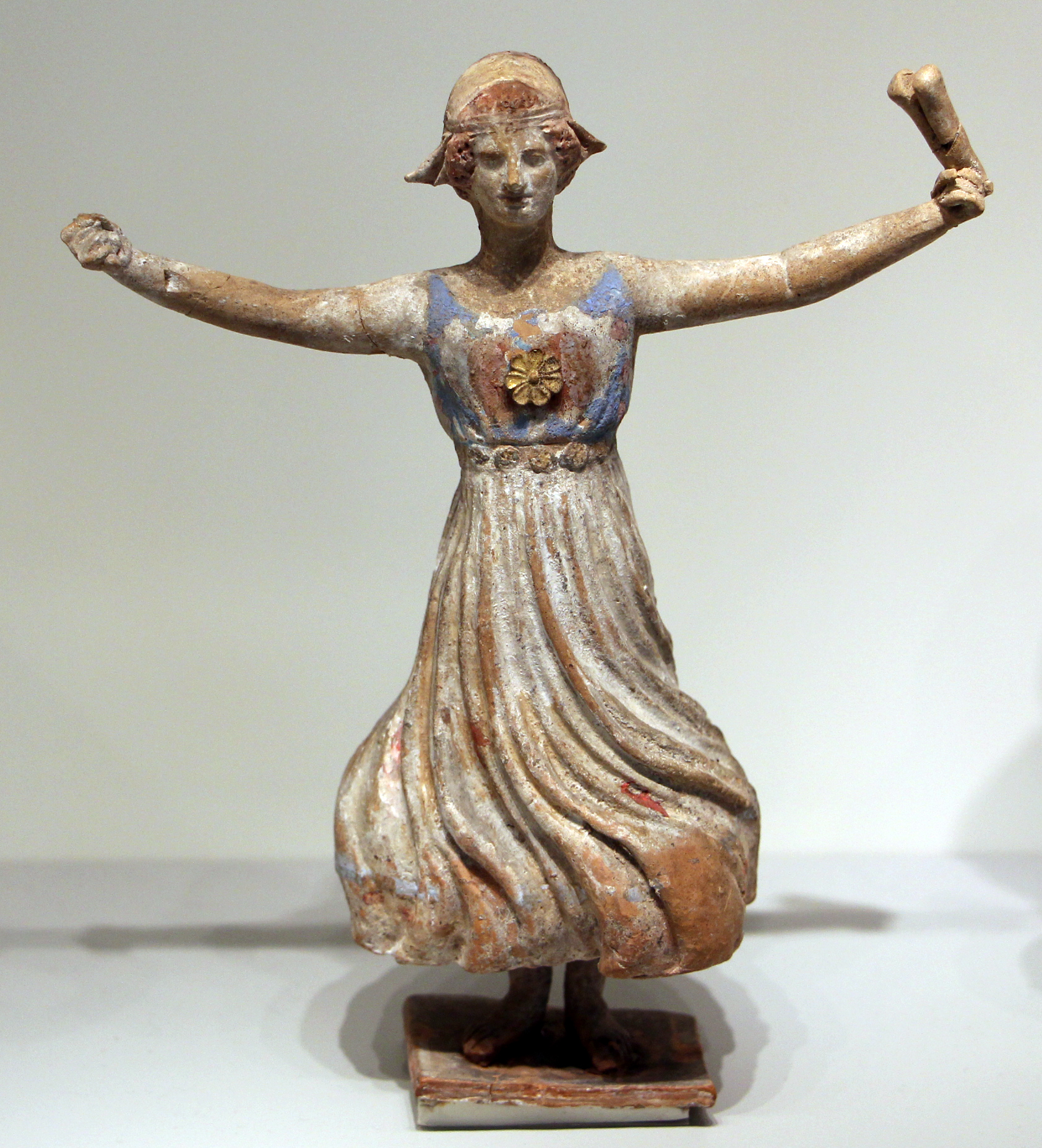
Wczesne polichromowane przedstawienie tancerki w ruchu (2 poł. III-II w. p.n.e.)

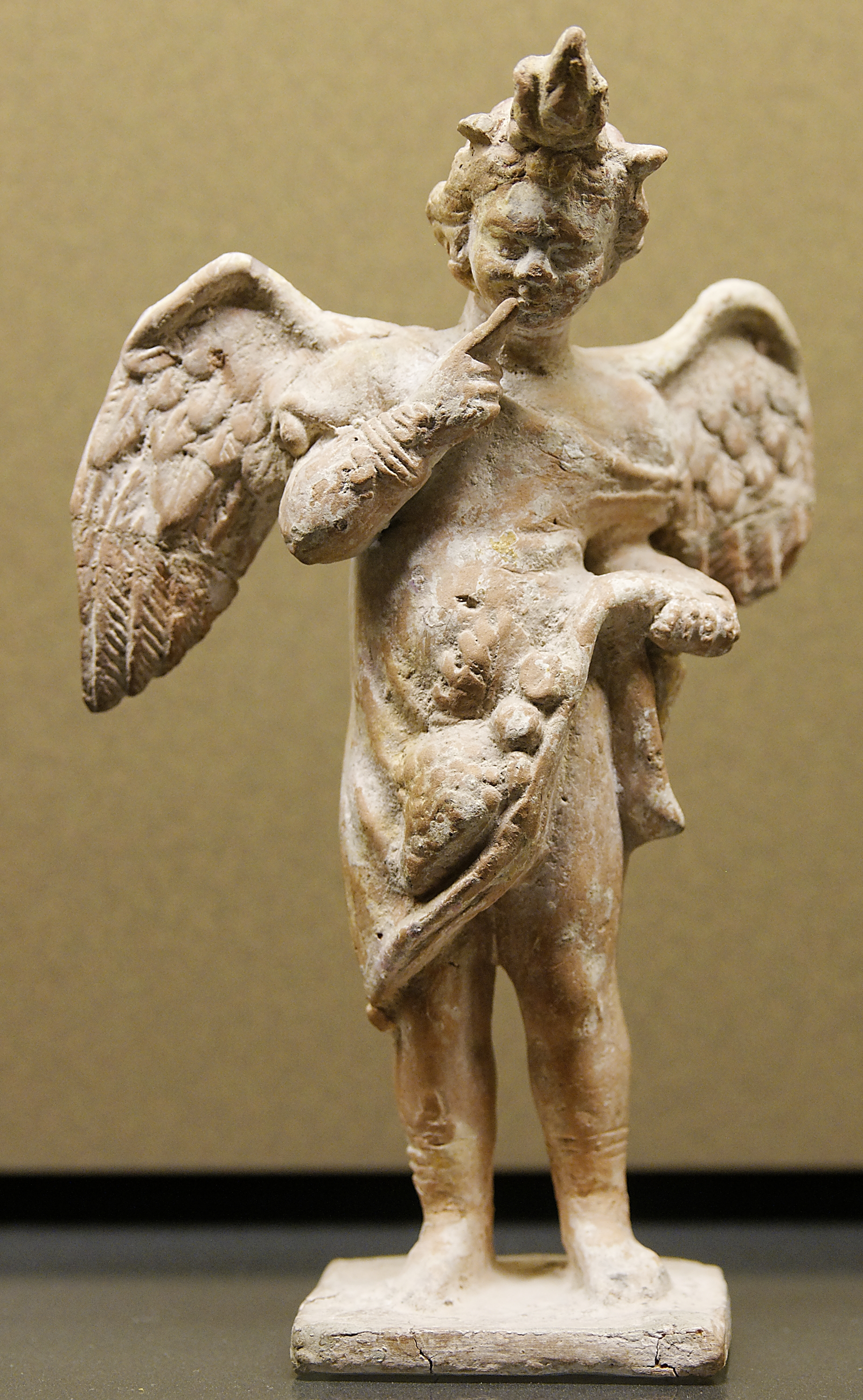
Późne wyobrażenie Erosa (100-50 p.n.e.)

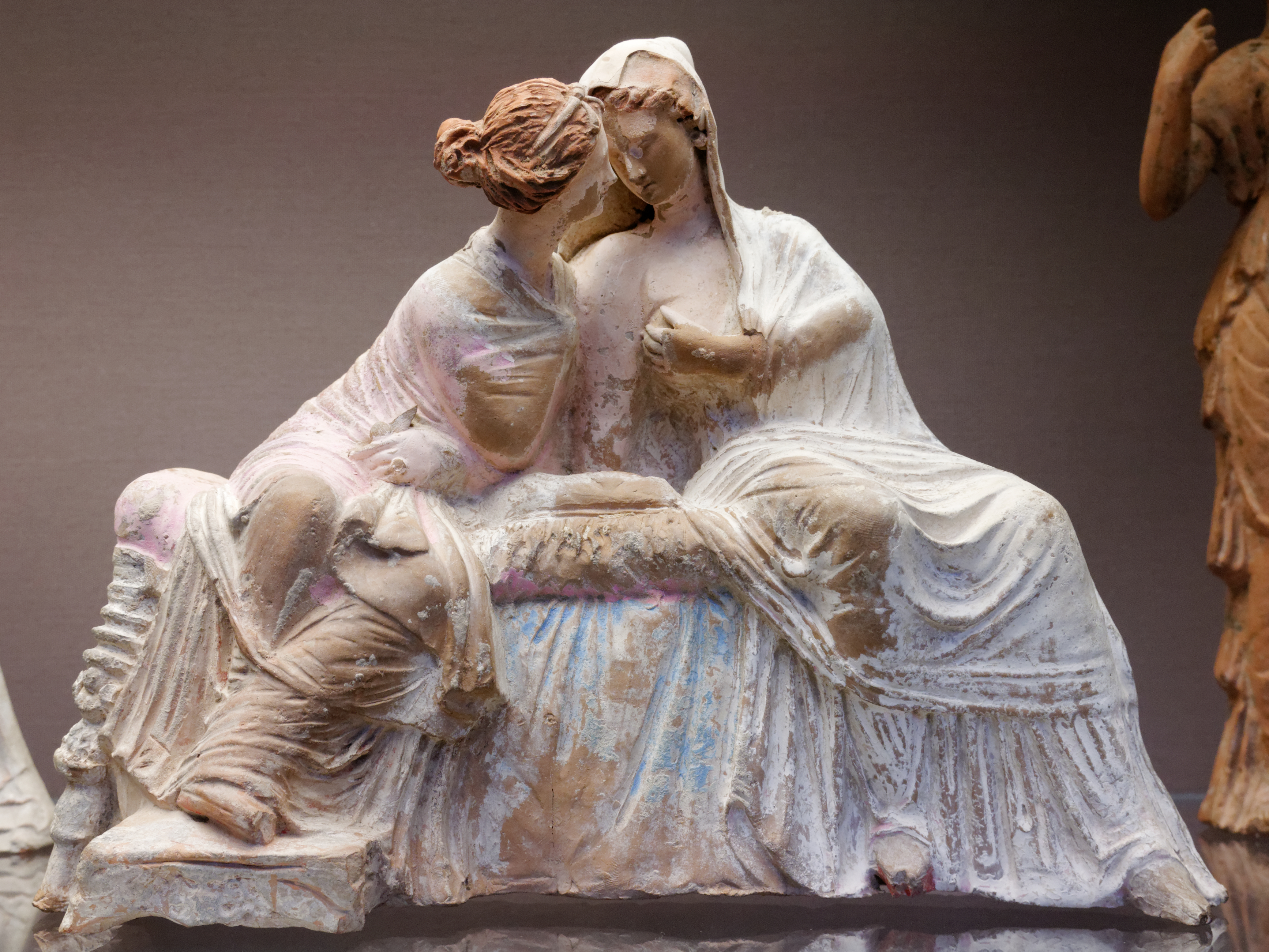
Terakotowa grupa Demeter i Persefony (kon. II w. p.n.e.)

Myrina (stgr. Μυρίνα) – w starożytności niewielkie portowe miasto greckie w małoazjatyckiej Eolidzie nad Zatoką Eleacką, usytuowane na prawym brzegu u ujścia rzeki Pithikos (dzis. Güzelhisar çayı).
Herodot wymienia je wśród 11 miast eolskich (Dzieje I, 149); w źródłach antycznych wspominane też m.in. przez Ksenofonta (Hellenika), Tacyta (Annales), Liwiusza (Ab Urbe condita).  

## Historia
Według tradycji założenie miasta przypisywano eponimicznemu Myrinusowi (Pomponiusz Mela) albo amazonce Myrinie (Strabon, Diodor Sycylijski). Podany przez Euzebiusza jako rok założenia 1046 p.n.e. wskazywałby na zasiedlenie już w okresie późnomykeńskim. Mimo dobrego portu i korzystnego położenia Myrina nigdy nie zyskała większego znaczenia gospodarczego ani strategicznego. W swych dziejach na ogół podlegała obcej dominacji (głównie perskiej), przejściowo należąc do ateńskiego Związku Delijskiego, lecz po 404 p.n.e. ponownie znalazła się w pod władzą perską w imperium Achemenidów. 
Po jego podboju i upadku miasto weszło w skład monarchii syryjskich Seleukidów; od 219 p.n.e. znajdowało się w granicach pergamońskiego państwa Attalidów. W okresie hellenistycznym stało się przodującym ośrodkiem twórczości koroplastycznej. Będąc podczas wojen macedońskich zajęta przejściowo przez macedońskiego Filipa V, wypartego przez Rzymian, od 133 p.n.e. znajdowała się już stale w składzie państwa rzymskiego. Na cześć Augusta okresowo nosiła nazwę Sebastopolis, co wzmiankuje Tacyt (Annales II, 47), według Synkelosa nazywana też była Smyrną. Dwukrotnie została dotknięta trzęsieniem ziemi: za rządów Tyberiusza (co łączyło się z okresowym zniesieniem podatków) i za panowania Trajana. Zakończenie działalności jej warsztatów nastąpiło przypuszczalnie właśnie w wyniku zniszczeń podczas trzęsienia ziemi w 30 n.e.
U niektórych autorów (Klaudiusz Ptolemeusz, Stefanos z Bizancjum) występuje pod nazwą Myrenna albo Marinna. 
W czasach późniejszych była siedzibą biskupa w eparchii Azja. Współcześnie stanowi biskupstwo tytularne Kościoła rzymskokatolickiego.

## Terakoty z Myriny
Badania archeologiczne na hellenistycznej nekropolii Myriny i przebadanie ok. 5 tys. tamtejszych pochówków, przeprowadzone głównie w latach 1880–1882, przyniosły obfite znaleziska terakot, natomiast z zabudowań miasta odsłonięto jedynie niewielkie pozostałości.
Francuskie wykopaliska ujawniły m.in. setki terakotowych figurek o różnorodnej tematyce: z przedstawieniem bóstw (Afrodyta, Eros, Nike) oraz postaci ówczesnego życia codziennego (młode elegantki, piastunki, dzieci, aktorzy komediowi itp.), zróżnicowanych też pod względem kompozycji, stylu, wielkości i barwy gliny.
Najwcześniejsze figurki pochodzą z około 250-225 p.n.e. i oparte były na klasycznych archetypach przedstawień. Niewielkie pod względem rozmiarów, bardzo delikatne i doskonałe technicznie, stanowiły dość wierne naśladownictwa figurek tanagryjskich. Późniejsze (ok. 200 p.n.e.) wykazują pewne modyfikacje, np. w ukazywaniu ruchu postaci. Z podstawowych typów komponowano niezliczone warianty (szczególnie wyobrażeń Afrodyty) i grupy, stosując więcej cząstkowych matryc (odciśnięte elementy łączono i niezwykle dokładnie wykańczano ręcznie, powlekano białą angobą i wypalano).
Nowe typy statuetek wypracowano w ciągu II wieku p.n.e., w dostosowaniu do zmiany gustów odbiorców. Ówczesne statuetki o powiększonych rozmiarach (nawet do wysokości 50–60 cm), wzorowane były na stylu ówczesnej rzeźby monumentalnej (głównie pergamońskiej). Patetyczne w pozie i geście, w ciężkich szatach z dramatycznym światłocieniem, ustawiano na wysokiej, owalnej, często profilowanej podstawie. Po wypaleniu polichromowano je stosując bogatą, lecz subtelną gamę kolorów, gdyż obok czerwieni i błękitu stosowano różne odcienie brązu, żółci, różu, nieco zieleni, fioletu i czerni. Najokazalsze wykańczano złoceniami.
Pod koniec II wieku p.n.e. wielkość figurek zmalała (przy podwyższonych podstawach) i utraciły one swój wdzięk. Niektóre z nich, zapewne w I wieku p.n.e., były podpisywane imieniem twórcy, stąd znane są imiona około 40 miejscowych koroplastów.
Od II w. p.n.e. z Myriny eksportowano gotowe wyroby i matryce do wielu miast greckich, np. Priene, Delos, Aten. Stały się tam źródłem inspiracji dla miejscowych twórców, m.in. w Pergamonie, Efezie, Smyrnie i Amisos.
Najbogatszy zbiór terakot z Myriny znajduje się w zasobach muzealnych Luwru; liczne obiekty z tamtejszych wykopalisk posiada muzeum archeologiczne w Bergamie (Pergamon).